# Kilpisuo
Kilpisuo este o arie protejată (arie specială de conservare — SAC, sit de importanță comunitară — SCI, arie de protecție specială avifaunistică — SPA) din Finlanda întinsă pe o suprafață de 247 ha, integral pe uscat.

## Localizare
Centrul sitului Kilpisuo este situat la coordonatele 62°59′17″N 24°46′47″E / 62.9881°N 24.7797°E.

## Înființare
Situl Kilpisuo a fost declarat sit de importanță comunitară în august 1998 pentru a proteja 16 specii de animale. Alte tipuri de protecție:
- arie de protecție specială avifaunistică (în august 1998)[2]
- arie specială de conservare (în aprilie 2015)[1][3][4]

## Biodiversitate
Situată în ecoregiunea boreală, aria protejată conține 3 habitate naturale: Turbării active, Izvoare fino-scandinave și mlaștini produse de izvoare bogate în minerale, Mlaștini împădurite.
La baza desemnării sitului se află mai multe specii protejate de  păsări (16): rață sulițar (Anas acuta), gâscă de semănătură (Anser fabalis), ciuf de câmp (Asio flammeus), cocoșul de mesteacăn (Bonasa bonasia), bătăuș (Calidris pugnax), erete vânăt (Circus cyaneus), lebădă de iarnă (Cygnus cygnus), ciocănitoare neagră (Dryocopus martius), vânturel roșu (Falco tinnunculus), cufundar mic (Gavia stellata), cocor (Grus grus), Hydrocoloeus minutus, Lyrurus tetrix tetrix, codobatura galbenă (Motacilla flava), ploier auriu (Pluvialis apricaria), fluierar de mlaștină (Tringa glareola).
Pe lângă speciile protejate, pe teritoriul sitului au mai fost identificate 12 specii de păsări.